# Jérôme Lejeune
Jérôme Lejeune (Montrouge, 13 de junio de 1926 - París, 3 de abril de 1994) fue un médico pediatra, genetista, escritor, activista provida francés y venerable siervo de Dios de la Iglesia católica, reconocido por haber descubierto la trisomía 21 (causa del síndrome de down), entre otras cosas, desvelando así que dicha condición se debe a la presencia de un cromosoma extra y describió el síndrome del maullido de gato, deleción autosómica terminal del brazo corto del cromosoma 5.
Entre sus acciones más destacables sobresale la oposición de 1960 realizada en Francia en contra de la reforma que pretendía legalizar el aborto: sus numerosas aportaciones a este campo de la ciencia entorpecieron dicha reforma, cosa que le acarrearía diversos problemas con el Estado francés.

## Biografía
Jérôme Lejeune nació el 13 de junio de 1926 en Montrouge, tras concluir sus estudios de medicina, en 1952 comenzó a trabajar como investigador del CNRS, donde  llegó a ser director diez años más tarde. Se convierte en experto internacional de Francia sobre radiaciones atómicas. Se casó con Birthe Lejeune y tuvo 5 hijos.

### Carrera y aportes científicos
En 1958, a la edad de 32 años, descubre la primera anomalía cromosómica en el hombre: la trisomía 21 o Síndrome de Down.
Más tarde, junto a sus colaboradores, descubre el mecanismo de otras patologías cromosómicas, abriendo así la vía a la citogenética y a la genética moderna.
En 1964 es nombrado primer Profesor de Genética Fundamental en la Facultad de Medicina de la Universidad de París. Al año siguiente es nombrado jefe del servicio de la misma especialidad en el hospital Necker-Enfants Malades de la capital francesa. Trabajó allí hasta su muerte, cuidando y tratando a centenares de niños y jóvenes con Síndrome de Down y otras patologías genéticas; al mismo tiempo, siguió investigando para comprender y paliar los efectos del síndrome de Down, causa de la discapacidad intelectual con base genética, y sobre las afecciones de origen genético en general. 
En 1974, fue nombrado miembro de la Academia Pontificia de las Ciencias. 
En 1981, fue nombrado miembro la Academia de Ciencias Morales y Políticas.
En 1983 fue nombrado miembro de la Academia Nacional de Medicina.
Fue doctor honoris causa, miembro o laureado de numerosas academias, comunidades de intelectuales extranjeras y universidades, como la Universidad de Navarra. Era también miembro de academias extranjeras, como la de Ciencias de Suecia, la norteamericana de Humanidades y Ciencias (Boston), o la Real Sociedad de Medicina de Londres. Recibió numerosos galardones científicos, tanto en Francia como en otros países, y fue reconocido como uno de los primeros expertos mundiales en genética.
En 1994, fue nombrado primer Presidente vitalicio de la Academia Pontificia para la Vida. 
Fue también consejero científico y uno de los promotores de la asociación «Laissez-les vivre», una de las primeras organizaciones provida de Francia. También fue presidente de «Secours aux futures mères», organización dedicada a ayudar a embarazadas que se encuentran en situaciones difíciles.
Demostró científicamente la unicidad de cada niño en gestación, concepto capital en la metafísica de su amigo Julián Marías, el cual considera también que cada persona es única, es decir: que como yo no ha habido ni nunca habrá otro desde mi concepción, tanto respecto de ese quién que soy como de mi qué. Pocas veces «ha habido mayor afinidad entre un filósofo y un científico».
Un día después de su muerte, el demógrafo luterano Pierre Chaunu, miembro como él del Instituto de Francia, en una sentida semblanza de homenaje dijo de Lejeune: "Más impresionantes y más honrosos aún que los títulos que recibió son aquellos de los que fue privado en castigo a su rechazo de los horrores contemporáneos… no podía soportar la matanza de los inocentes; el aborto le causaba horror. Creía (...), antes incluso de tener la prueba irrefutable, que un embrión humano es ya un hombre, y que su eliminación es un homicidio; que esta libertad que se toma el fuerte sobre el débil amenaza la supervivencia de la especie y, lo que es más grave aún, de su alma… era un sabio inmenso, más aún... un médico, un médico cristiano y un santo".
El genetista tuvo una buena relación personal con el papa Juan Pablo II, que en 1997, durante un viaje apostólico a Francia, acudió a orar ante su tumba, situada en el cementerio de la localidad de Chalo-Saint-Mars, a cincuenta kilómetros al sur de París.

### Inicio de causa de beatificación
El 28 de junio de 2007, se inició la causa de beatificación y canonización del profesor Lejeune. El proceso diocesano se concluyó el 11 de abril de 2012 en la catedral de Notre Dame de París.
El 21 de enero de 2021, fue reconocido como venerable por el papa Francisco por “haber vivido las virtudes (cristianas) de manera heroica”.